# مدرسه آموزش نیروی دریایی ناگاساکی

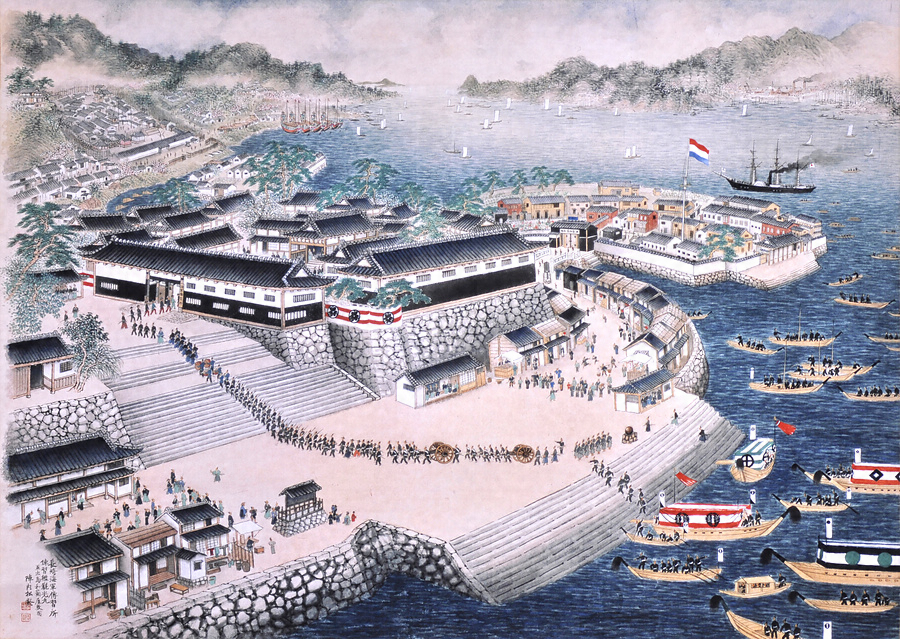

مدرسه آموزش نیروی دریایی ناگاساکی (به ژاپنی: 長崎海軍伝習所, Nagasaki Kaigun Denshū-jo))، یک موسسه آموزشی نیروی دریایی بود، بین سال 1855 زمانی که توسط دولت  شوگون‌سالاری توکوگاوا تاسیس شد، تا سال 1859، زمانی که به  تسوکیجی در  ادو منتقل شد. 